# Автошлях E501
E 501 — європейська дорога класу B у Франції, що сполучає міста Ле-Ман — Анже.

## Маршрути та розв'язки доріг Е
- Франція
  - Ле-Ман:  E50, E402, E502
  - Анже